# Rudolf Chrobak
Rudolf Chrobak (ur. 8 lipca 1843 w Opawie, zm. 1 października 1910 w Wiedniu) – austriacki lekarz ginekolog.

## Życiorys
Rudolf Chrobak był synem lekarza. W latach 1861–1866 studiował w Wiedniu i uzyskał doktorat z medycyny w 1866 roku. W 1871 habilitował się z ginekologii na Uniwersytecie Karola Ferdynanda w Pradze. W 1880 został na tej uczelni profesorem nadzwyczajnym, a w 1885 zwyczajnym. W 1889 został profesorem na Uniwersytecie Wiedeńskim i ordynatorem 2. kliniki chorób kobiecych. W 1908 został prezydentem Austriackiej Izby Lekarskiej i radcą dworu. Zasłużył się przy modernizacji kliniki chorób kobiecych.
Opisał chorobę stawu biodrowego, znaną dziś pod eponimiczną nazwą choroby Otto-Chrobaka.

## Wybrane prace
- Ueber bewegliche Niere und Hysterie
- Ueber Sterilität (Wiener med. Presse)
- Die mikroskopische Anatomie des Uterus W: Stricker's Handbuch der Gewebelehre
- Untersuchungsmethoden und gynäkologische Therapie W: Pitha-Billroth, Handbuch der Frauenkrankheiten